# Coupe de Belgique féminine de handball 1989-1990
Navigation
Coupe de Belgique 1988-1989 Coupe de Belgique 1990-1991
La Coupe de Belgique féminine de handball 1989-1990 est la 10e édition de cette compétition organisée par l'Union royale belge de handball (URBH)
Au terme de cette édition, C'est le tenant du titre de l'Initia HC Hasselt, également le plus titré, qui s'impose sur le large score de 23 à 9 en finale à Overpelt face au Sporting Neerpelt.

## Résultats

### Quarts de finale
| Club                | Résultat | Club                | Lieu                 |
| ------------------- | -------- | ------------------- | -------------------- |
| KV Sasja HC Hoboken | ?-?      | DHC Meeuwen         | Anvers               |
| HCE Tongeren        | ?-?      | HC Herstal          | Tongres              |
| Helchteren          | ?-?      | Sporting Neerpelt   | Houthalen-Helchteren |
| Fémina Liège        | ?-?      | Initia HC Hasselt T | Liège                |

### Demi-finales
| Club                | Résultat | Club         | Lieu     |
| ------------------- | -------- | ------------ | -------- |
| Sporting Neerpelt   | ?-?      | DHC Meeuwen  | Neerpelt |
| Initia HC Hasselt T | ?-?      | HCE Tongeren | Hasselt  |

### Finale
| 20 mai 1990 | Initia HC Hasselt T | 23 - 9 | Sporting Neerpelt | Overpelt |

## Vainqueur
| Coupe de Belgique féminine de handball 1989-1990 Initia HC Hasselt 6e titre |